# Vignacourt

Vignacourt este o comună în departamentul Somme, Franța. În 1 ianuarie 2022 avea o populație de 2.280 de locuitori.